# Daniele De Rossi
Daniele De Rossi (Roma, 24 de julio de 1983) es un exfutbolista y entrenador italiano. Actualmente se encuentra sin equipo.
Fue capitán de la Roma (único club italiano donde se desempeñó) después del retiro de Francesco Totti y es el segundo jugador con más partidos en la historia del club (solo por detrás del mismo Totti). Posteriormente pasó al Boca Juniors, club admirado por él, donde logró conseguir un campeonato, aunque tuvo un escaso desempeño y por cuestiones personales se terminó retirando del profesionalismo antes de lo previsto.
Debutó durante la temporada 2001-02, por la Champions y en Serie A el año siguiente. En el conjunto romano ha permanecido hasta 2019 y ha logrado conquistar un total de 4 títulos: 2 Copa Italia y 1 Supercopa de Italia, además de ser nombrado Futbolista Joven del año en Serie A en 2006, y Futbolista italiano del año en Serie A en 2009.
De Rossi representó las categorías menores de la selección de Italia en la sub-19, sub-20 y sub-21, con esta última ganando la Eurocopa Sub-21 de 2004 y también participando en los Juegos Olímpicos Atenas 2004, consiguiendo la medalla de bronce. Desde su debut absoluto con la Selección Italiana en 2004, ha ganado 110 partidos y es el sexto jugador con más presencias en la selección italiana. Con 19 goles, es el centrocampista con más goles para Italia y el segundo mediocampista italiano más prolífico después de Adolfo Baloncieri.
Además formó parte del Mundial 2006, el cual ganaría y también participó en otros torneos como la Eurocopa 2008, la Copa Confederaciones 2009, el Mundial 2010, la Eurocopa 2012, la Copa Confederaciones 2013, el Mundial 2014 y la Eurocopa 2016. Junto con Mario Balotelli y Giuseppe Rossi, es el máximo goleador de Italia en Copas Confederaciones con dos goles. En 2009 la revista deportiva francesa L'Équipe nombró a De Rossi como el octavo mejor mediocampista del mundo.

## Trayectoria

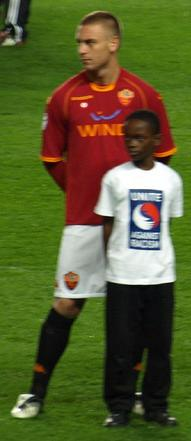
De Rossi con Roma

### Inicios y debut en Roma
De Rossi se sumó a las categorías inferiores de Roma desde Ostia Mare, donde había jugado como delantero en el año 2000. Hizo su debut profesional con Roma bajo la conducción técnica de Fabio Capello el 10 de octubre de 2001, en un partido por la Liga de Campeones de la UEFA 2001-02 contra el Anderlecht de Bélgica. En su primera temporada con el club, también hizo tres apariciones por Copa Italia. La siguiente temporada, hizo su debut en Serie A el 25 de enero de 2003, contra Como.
Pronto se estableció en la alineación titular indiscutible en el centro del campo durante las próximas temporadas y fue considerado uno de los jugadores jóvenes más prometedores de la liga italiana, ayudando a Roma a un segundo lugar en la Serie A durante la temporada 2003-04 y 2 finales consecutivas de Copa Italia en 2006 y 2007. Debido a su madurez, tenacidad y liderazgo en el terreno de juego, el 15 de marzo de 2006, De Rossi usó por primera vez el brazalete de capitán en un partido de la Copa de la UEFA contra el Middlesbrough. A pesar de tener reputación de un jugador duro y tras haber tenido muchas advertencias, durante la temporada 2005-06, fue elogiado por el árbitro Mauro Bergonzi por juego limpio; Roma ganaba 1-0 en un partido de Serie A contra el Messina, cuando De Rossi anotó un gol tras un cabezazo que se desvió en su mano. Bergonzi no vio el incidente y permitió que Roma suba el marcador. Sin embargo De Rossi inmediatamente le dijo al árbitro que había empujado el balón con su mano, lo que llevó a que el gol sea anulado. Roma ganó 2-1 aunque Daniele sufrió una lesión en el tobillo durante el partido, quedando descartado por dos semanas. Al final de la temporada fue nombrado Jugador Joven de la Serie A 2006 por sus actuaciones.

### Éxito y reconocimiento
En la temporada 2006-07, De Rossi continuó siendo un jugador decisivo para el equipo. Anotó un gol desde 40 metros contra la Fiorentina el 5 de noviembre de 2006, el primero de los tres goles del resultado final 3-1. Marcó otro tanto en la derrota contra el Manchester United en los cuartos de final de la Liga de Campeones de la UEFA. El 9 de mayo de 2007, De Rossi marcó un gol en la victoria de Roma por 6-2 contra el Inter de Milán en lo que sería la ida de la final de la Copa Italia 2007. Poco después conseguiría el trofeo.
En la temporada siguiente, bajo la conducción técnica de Luciano Spalletti, Roma ganó la Supercopa de Italia contra el Inter de Milán, campeón de la Serie A. De Rossi anotaría el gol decisivo de penal para la victoria 1-0 en Milán, el 19 de agosto de 2007. Daniele también desempeñó un papel clave para defender la Copa Italia esa misma temporada, ganándole nuevamente al Internazionale por 2-1, el 24 de mayo de 2008, cerrando una buena temporada aunque siendo subcampeones de liga.
Roma no pudo defender el título de la Supercopa de Italia contra el Inter en la siguiente temporada, perdiendo la final por 6-5 en la tanda de penaltis después de un empate 2-2. Durante el partido, De Rossi logró un gol en tiempo reglamentario y también convirtió en la tanda de penaltis. Marcó su primer gol en el Derbi de Roma el 11 de abril de 2009, en una derrota por 4-2. Roma terminó la temporada quedando en sexto lugar en la Serie A 2008-09 y también alcanzando los cuartos de final de la Copa Italia. En 2009, De Rossi fue nombrado futbolista italiano del año.
Durante la temporada 2009-10, De Rossi hizo su 200.ª aparición en Serie A contra S.S. Lazio, el 6 de diciembre de 2009. Jugador clave en el mediocampo bajo la conducción de Claudio Ranieri, anotaría un gol crucial en una victoria por 2-1 contra el Inter, en el Estadio Olímpico de Roma, obteniendo así una racha invicta de 24 partidos. De Rossi también anotó un tanto decisivo en una victoria por 1-0 contra el Calcio Catania, en los cuartos de final de la Copa Italia. Los romanos llegaron a la final nuevamente, pero serían derrotados por Inter una vez más.
La temporada 2010-11 resultó menos exitosa, ya que Roma fue derrotada por los Nerazzurri en la Supercopa Italiana de 2010, y terminando la Serie A en sexto lugar. También sufrieron una eliminación en las semifinales de la Copa Italia. Sin embargo el 4 de febrero de 2011, De Rossi fue elegido el mejor deportista italiano del año, junto a la nadadora Federica Pellegrini, por la Asociación de Prensa Extranjera en Italia.

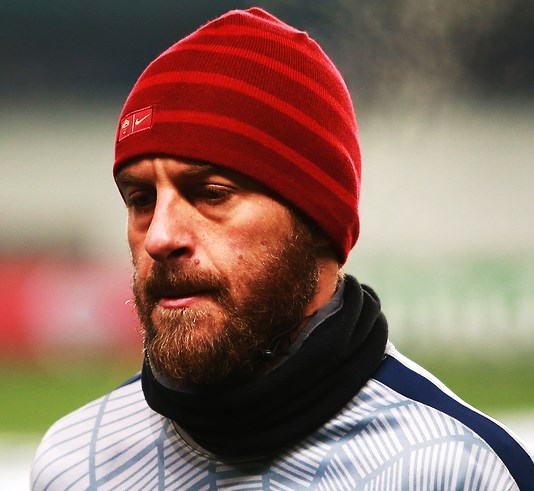
De Rossi en 2014

### Años recientes bajo la presidencia de Di Benedetto
En febrero de 2012, De Rossi firmó un nuevo contrato de cinco años con Roma. Bajo el nuevo presidente del club, Thomas DiBenedetto, se convirtió en el jugador italiano mejor pagado en la Serie A por un importe de 10 mde brutos al año. El récord anterior lo tuvo Francesco Totti (8,9 millones de euros). De Rossi terminó la temporada 2011-12 con 32 apariciones y cuatro goles terminando el conjunto romano en séptimo lugar en Serie A, de la mano de Luis Enrique.
En la temporada siguiente, De Rossi recibió menos minutos de juego y apareció solamente en 25 partidos. Su mánager Zdeněk Zeman era a menudo crítico de las actuaciones de De Rossi y como resultado él fue utilizado con menos frecuencia. Después de la llegada de Aurelio Andreazzoli, De Rossi comenzó a jugar con más regularidad, aunque no logró marcar goles.
Roma empezó la temporada 2013-14 de la mano de Rudi García con diez victorias en sus primeros diez juegos en Serie A. Marcó el primer gol de la temporada para Roma contra el A.S. Livorno. En un partido contra el S. S. C. Napoli De Rossi jugó un papel crucial en la primera mitad cuando el marcador seguía 0-0; Roma pasó a ganar con dos goles de Miralem Pjanić. Fue capitán después de que Francesco Totti fuera suspendido por una lesión en el tendón de la corva, jugando en tres ocasiones logrando tres empates consecutivos contra Torino, Sassuolo y Cagliari, cayendo al segundo lugar un punto detrás de la Juventus. El 10 de noviembre de 2013, De Rossi hizo su aparición n°318 en liga en un empate 1-1 con Sassuolo, igualando el número de presencias de la leyenda Giuseppe Giannini; el partido fue también su aparición n°400 para Roma. Debido a esta serie de empates, Daniele admitió que no estaba seguro de si los romanos podían obtener el Scudetto a la larga, creyendo que tanto la Juventus como el Napoli tenían equipos más fuertes con mayor profundidad.
También dijo en una entrevista que estaba cerca de unirse al Manchester United en el verano, pero la transferencia no ocurrió porque era demasiado tarde. Además mencionó que estaba feliz de quedarse en Roma por ahora, creyendo que trasladarse a Mánchester no habría sido la mejor idea en el momento actual, debido a la situación actual de Roma. Fue expulsado en el primer partido después de la pausa de invierno contra la Juventus de Turín, sufriendo así su primera derrota en la temporada por 3-0 el 5 de enero de 2014. La derrota los dejó en segundo lugar, ocho puntos por detrás de los bianconeri. El 11 de mayo de 2014, con 338 apariciones en la liga, Daniele alcanzó al legendario portero guatemalteco Guido Masetti convirtiéndose en el tercero con más apariciones para Roma en Serie A.
Durante la temporada 2014-15, De Rossi anotó su primer gol en casi un año el 29 de octubre de 2014 en una victoria por 2-0 sobre Cesena en Serie A. El 20 de enero, marcó el penalti decisivo en el tiempo extra, lo que permitió a Roma superar al Empoli y avanzar a los cuartos de final de la Copa Italia 2014-15. En la temporada siguiente, anotó otra vez al Empoli en una victoria por 3-1, en su aparición n°500 para Roma en todas las competiciones. Tres días más tarde, anotó un doblete en un empate 4-4 frente al Bayer Leverkusen en la Liga de Campeones de la UEFA 2015-16
El 24 de mayo de 2019, la Roma anunció que no renovaría el contrato de De Rossi al término de la temporada 2018-19. Jugó su último encuentro con la Roma, su partido número 616 con el club, el 26 de mayo en la victoria de local por 2-1 sobre el Parma; con ese registro es el segundo jugador con más encuentros disputados en el conjunto de la capital, solo superado por Totti.

### Paso y retiro en Boca Juniors
El día 16 de julio de 2019, medios italianos daban por hecho que De Rossi podría aceptar la oferta que le había hecho el club argentino sólo unos días atrás. El ex mediocampista de la Roma cumpliría su sueño de jugar en Boca, siendo su segundo club en su carrera. Firmó contrato por un año.
Daniele viajó rumbo a Buenos Aires el 24 de julio en el vuelo AZ 680, en el día de su cumpleaños. Con una gran presencia de simpatizantes del Xeneize, el futbolista arribó a Ezeiza a las 6:30 de la mañana en un clima caótico. Incluso le envió un saludo emotivo Diego Maradona, justo antes de ser operado de una rodilla. Maradona fue uno de los motivos por los que el italiano se enamoró del club. De Rossi nació en el año 1983, dos años después que Diego cumpliera su primer ciclo en el Xeneize antes de ser transferido al Barcelona español. Sin embargo, cuando tenía 12 años pudo ver en vivo -por televisión- el retorno del Diez a La Bombonera.
De Rossi jugó cinco partidos en el campeonato de Primera División 2019-20, uno por la Copa Argentina y uno por Copa Libertadores 2019. De los siete encuentros, cuatro fueron como titular, logró convertir un gol en su debut ante Almagro, en los dieciseisavos de final de la Copa Argentina 2018-19, partido que el Xeneize terminaría perdiendo por penales.
El 6 de enero de 2020, De Rossi rescindió su contrato con Boca Juniors, anunciando además su retiro definitivo del fútbol por razones familiares.

### Carrera como entrenador
A 11 de octubre de 2022 asume funciones, por primera vez, como entrenador principal, al servicio de la SPAL, equipo que milita en la Serie B italiana. 
El 16 de enero de 2024 es nombrado entrenador de la Roma tras la destitución de José Mourinho. Bajo su dirección, el equipo giallorosso terminó la Serie A en 6.ª posición y cayó en semifinales de la Liga Europa. El 25 de junio de 2024, firmó un nuevo contrato que le vinculaba con el club hasta 2027,pero fue despedido el 18 de septiembre del mismo año, tras obtener sólo 3 puntos en los primeros 4 partidos de la Serie A.

## Selección nacional

### Categorías inferiores

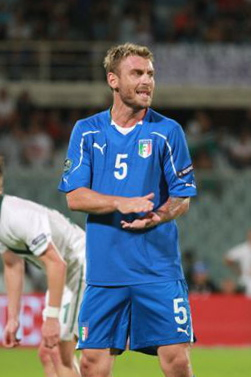
De Rossi jugando para Italia

De Rossi jugó 16 partidos para la selección de fútbol sub-21 de Italia y fue un miembro regular del equipo que ganó la Eurocopa Sub-21 de 2004, anotando su primer gol contra Serbia y Montenegro en la final. Ese mismo año, ganó la medalla de bronce en fútbol en los Juegos Olímpicos de Atenas 2004.

### Selección absoluta

#### Copa del Mundo 2006
De Rossi fue llamado por Marcello Lippi para integrar la lista de 23 jugadores para disputar la Copa del Mundo 2006. En el primer partido, produjo una notable actuación en la victoria de Italia por 2-0 frente a Ghana, aunque también recibió una tarjeta amarilla en el décimo minuto. Luego en el segundo partido del Grupo E, contra Estados Unidos, recibió una tarjeta roja después de darle un codazo a Brian McBride en la cara. McBride dejó el campo ensangrentado, pero volvió minutos después, recibiendo tres puntos de sutura. La BBC declaró que De Rossi se había "deshonrado con un codo desagradable e innecesario en Brian McBride". Luego se disculpó con el estadounidense, quien posteriormente lo elogió como "elegante" por acercarse a él después del partido. Debido al incidente, De Rossi fue sancionado por cuatro partidos y multado con 10 000 CHF.
Después de cumplir las fechas de sanción correspondientes, ingresó a la cancha en la final de la Copa del Mundo contra Francia, sustituyendo a su compañero de equipo Francesco Totti en el minuto 61. Después de un 1-1 muerto en el tiempo extra, el partido fue a una tanda de penaltis; De Rossi anotó el tercer penalti de Italia para ayudar a su selección a ganar la tanda y quedarse con la Copa del Mundo, la cuarta italiana. A la edad de 22 años, De Rossi fue el jugador más joven en la selección de la Copa del Mundo para Italia.

#### Eurocopa 2008
De Rossi jugó en todos los partidos de clasificación para la Eurocopa 2008 de la mano del nuevo entrenador Roberto Donadoni, anotando un gol en la victoria de Italia por 3-1 frente a Georgia el 12 de octubre de 2006. Después de que Totti decidiera retirarse del fútbol internacional tras haber conseguido la Copa del Mundo en 2006 con Italia, se le dio a De Rossi el honor de llevar la camiseta número 10. También encabezó al equipo como capitán en tres ocasiones: dos partidos amistosos contra Sudáfrica el 17 de octubre de 2007 (su primera aparición inicial como capitán de Italia), y Portugal el 6 de febrero de 2008 y en la clasificación para la Eurocopa 2008 contra las Islas Feroe.
Luego de perderse la derrota de Italia por 3-0 ante Países Bajos, De Rossi jugó en todos los partidos restantes de Italia en la Eurocopa. El 17 de junio marcó de tiro libre, que se desvió en el pie izquierdo de Thierry Henry, con un resultado final a favor de Italia por 2-0 ante Francia en el último partido del grupo C. Este fue su quinto gol internacional y la victoria italiana garantizó el progreso a los cuartos de final. De Rossi fue nombrado el hombre del partido. En la tanda de penaltis de los cuartos de final ante España, Iker Casillas le atajó el remate a De Rossi, perdiendo así en la tanda por 4-2 y así quedando eliminado. Marcó su primer doblete en una victoria por 2-0 contra Georgia el 10 de septiembre de 2008, en un partido de clasificación para la Copa Mundial de Fútbol 2010.

#### Copa Confederaciones 2009
De Rossi integró la lista del equipo italiano de Lippi para la Copa FIFA Confederaciones 2009, y se le otorgó la camiseta número 10 una vez más. En la apertura de la competición, el 15 de junio, De Rossi anotó contra los Estados Unidos en el minuto 71. El gol puso a Italia 2-1; Landon Donovan iba a poner en ventaja a los estadounidenses, luego empataría el partido Giuseppe Rossi y más tarde vendría el gol de De Rossi. El marcador final sería 3-1, sin embargo Italia fue eliminado en fase de grupos perdiendo los otros dos partidos contra Egipto y Brasil.
Debido a sus actuaciones y dedicación a nivel internacional, De Rossi fue inclinado por varios medios de comunicación para ser posible candidato a la capitanía de Italia después de la retirada de Fabio Cannavaro. Su habilidad para desempeñarse bien, anotar en partidos importantes y su papel central en derribar la jugada del rival como mediocampista, le ganó la admiración de los aficionados italianos. En efecto, De Rossi anotó varios goles cruciales para Italia en sus campañas de clasificación para la Eurocopa 2008 y la Copa del Mundo 2010. A nivel internacional, la proporción de goles de De Rossi fue mucho mayor que a nivel club durante este período, ya que jugó principalmente como mediocampista defensivo para Roma, mientras que para la selección italiana, pudo jugar en posiciones más avanzadas debido a la presencia de Gennaro Gattuso en el papel de centrocampista defensivo.

#### Copa del Mundo 2010
De Rossi anotó el primer gol de Italia en la Copa del Mundo 2010 contra Paraguay, sin embargo el resultado terminó en empate 1-1. En el segundo partido contra Nueva Zelanda, De Rossi cayó dentro del área y el árbitro pitó penal a favor de Italia. Vincenzo Iaquinta fue el encargado de ejecutarlo y empató el partido para que el resultado final fuera nuevamente 1-1. La decisión de pitar el penal fue criticada por algunos medios de comunicación, que percibieron que De Rossi se había tirado. A pesar de la controversia, De Rossi recibió el premio FIFA Man of the Match. Los campeones defensores perdieron su partido final contra Eslovaquia por 3-2 y fueron eliminados en la primera ronda del torneo, terminando en el último lugar de su grupo y sin victorias.

#### Eurocopa 2012

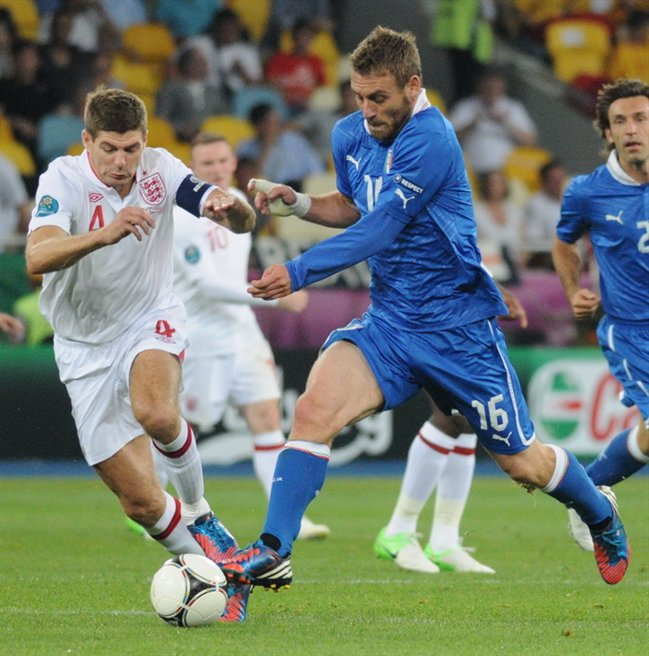
De Rossi (derecha) y Steven Gerrard en un partido por cuartos de final de la Eurocopa 2012 contra

La salida de Lippi después de la Copa del Mundo 2010, produjo que el técnico Cesare Prandelli asumiera el cargo. El primer partido de Italia de la mano del nuevo entrenador, sería contra Costa de Marfil, donde De Rossi sería el capitán del equipo, debido a la lesión de Gianluigi Buffon y la ausencia de Andrea Pirlo. Italia perdió ese partido por 1-0. El 7 de septiembre, anotó su décimo gol para Italia en una victoria por 5-0 sobre las Islas Feroe en un partido de clasificación para la Eurocopa 2012. El gol le permitió superar a Totti como el máximo goleador de Roma con la selección nacional.
En mayo de 2012, De Rossi fue convocado para disputar la Eurocopa 2012. Debido a la lesión de Andrea Barzagli antes del torneo, De Rossi jugó como defensa central en una alineación de 3-5-2, formada por Prandelli junto a Giorgio Chiellini y Leonardo Bonucci. Esto ocurrió durante los dos primeros partidos de la competición, contra España y Croacia, ambos terminando en empate 1-1. De Rossi recibió elogios por sus actuaciones en los medios de comunicación. Fue reemplazado por Thiago Motta y Riccardo Montolivo junto a Pirlo y Marchisio en el mediocampo. Luego jugó un papel más regular en el mediocampo contra Irlanda en el último partido de grupo en asociación con Claudio Marchisio y Andrea Pirlo. Él siguió jugando como centrocampista contra Inglaterra en los cuartos de final, en el cual Italia pasó de ronda después de una tanda de penaltis. De Rossi también jugó la semifinal entera contra Alemania, en una victoria por 2-1 y por último jugó todos los 90 minutos en la derrota por 4-0 ante España en la final. De Rossi fue incluido en el equipo del torneo por sus actuaciones.

#### Copa Confederaciones 2013
En junio de 2013, De Rossi fue convocado para la Copa FIFA Confederaciones 2013 en Brasil. Anotó su primer gol en la competición contra Japón, en una victoria por 4-3 en el segundo partido de la fase de grupos. La victoria permitió a Italia avanzar a las semifinales del torneo por primera vez en su historia. Pero en estas instancias sería eliminado por España en una tanda de penaltis 7-6. Italia finalmente terminó el torneo en el tercer lugar después de una victoria en otra tanda de penaltis contra Uruguay, consiguiendo la medalla de bronce.

#### Copa del Mundo 2014
De Rossi fue incluido en el plantel de 23 hombres para disputar la Copa del Mundo 2014, de la mano de Cesare Prandelli. Fue el único jugador de Roma que se seleccionó para disputar el mundial. En la victoria de Italia por 2-1 ante Inglaterra, De Rossi tuvo un partido dominante en el mediocampo italiano, jugando frente a la defensa durante todo el partido. Completó la mayoría de los pases de cualquier jugador, después de Andrea Pirlo, completando 99 pases de 105 intentos, terminando el partido con un 94% de efectividad de pases. Italia también logró registrar el porcentaje más alto de precisión de pases de cualquier equipo en un partido de Copa del Mundo desde Dinamarca en la Copa Mundial de Fútbol de 1966, que completaron 561 de sus 602 intentos de pases. Italia perdió sus otros dos partidos de grupo por 1-0 contra Costa Rica y Uruguay siendo eliminados en primera ronda por segunda vez consecutiva en una copa del mundo. De Rossi participó en el partido contra Costa Rica pero no contra Uruguay debido a una lesión.

#### Eurocopa 2016
El 4 de septiembre, de la mano de Antonio Conte, De Rossi usó el brazalete de capitán en una victoria por 2-0 sobre Países Bajos en Bari, anotando de penal. El 16 de noviembre de 2014 en un partido de clasificación para la Eurocopa 2016 contra Croacia en el San Siro de Milán, De Rossi consiguió su aparición nº100 con Italia. El 6 de septiembre de 2015, anotó un penalti en la victoria italiana por 1-0 sobre Bulgaria, para la clasificación para la Euro 2016 en Palermo y más tarde fue expulsado por una falta reaccionaria; ésta fue su segunda expulsión con Italia, que lo convirtió en el jugador con más tarjetas rojas en la selección junto a Giancarlo Antognoni y Franco Causio.
El 31 de mayo de 2016 fue convocado para disputar la Eurocopa 2016. El 27 de junio, De Rossi salió cojeando del campo en la eventual victoria por 2-0 contra España, lo que hizo perderse los cuartos de final contra Alemania, que terminaría perdiendo por 6-5 en la tanda de penaltis.
En noviembre de 2017, tras la eliminación de Italia en la repesca con Suecia para el Mundial de 2018 en Rusia, De Rossi anunció su retirada de la Selección.

### Clasificatorias a Mundiales
| Clasificatorias                | Sede      | Resultado    | Posición | Partidos | Goles | Asistencias |
| ------------------------------ | --------- | ------------ | -------- | -------- | ----- | ----------- |
| Clasificatorias Alemania 2006  | Alemania  | Clasificado  | 1.º      | 8        | 2     | 0           |
| Clasificatorias Sudáfrica 2010 | Sudáfrica | Clasificado  | 1.º      | 9        | 2     | 0           |
| Clasificatorias Brasil 2014    | Brasil    | Clasificado  | 1.º      | 6        | 2     | 1           |
| Clasificatorias Rusia 2018     | Rusia     | No clasificó | 2°       | 3        | 2     | 0           |
| Total                          | Total     | Total        | Total    | 26       | 8     | 1           |

### Participaciones en Copas del Mundo
| Mundial      | Sede      | Resultado    | Partidos | Goles | Asistencias |
| ------------ | --------- | ------------ | -------- | ----- | ----------- |
| Mundial 2006 | Alemania  | Campeón      | 3        | 0     | 0           |
| Mundial 2010 | Sudáfrica | Primera fase | 3        | 1     | 2           |
| Mundial 2014 | Brasil    | Primera fase | 2        | 0     | 0           |
| Total        | Total     | Total        | 8        | 1     | 2           |

### Clasificatorias a Eurocopas
| Clasificatorias                        | Sede              | Resultado   | Posición | Partidos | Goles | Asistencias |
| -------------------------------------- | ----------------- | ----------- | -------- | -------- | ----- | ----------- |
| Clasificatorias Austria y Suiza 2008   | Austria y Suiza   | Clasificado | 1.º      | 9        | 1     | 0           |
| Clasificatorias Polonia y Ucrania 2012 | Polonia y Ucrania | Clasificado | 1.º      | 7        | 1     | 1           |
| Clasificatorias Francia 2016           | Francia           | Clasificado | 1.º      | 3        | 1     | 0           |
| Total                                  | Total             | Total       | Total    | 19       | 3     | 1           |

### Participaciones en Eurocopas
| Eurocopa                | Sede              | Resultado        | Partidos | Goles | Asistencias |
| ----------------------- | ----------------- | ---------------- | -------- | ----- | ----------- |
| Eurocopa Sub-21 de 2004 | Alemania          | Campeón          | 5        | 2     | 0           |
| Eurocopa 2008           | Austria y Suiza   | Cuartos de final | 3        | 1     | 0           |
| Eurocopa 2012           | Polonia y Ucrania | Subcampeón       | 6        | 0     | 0           |
| Eurocopa 2016           | Francia           | Cuartos de final | 3        | 0     | 0           |
| Total                   | Total             | Total            | 17       | 3     | 0           |

### Participaciones en Copas FIFA Confederaciones
| Copa                      | Sede      | Resultado     | Partidos | Goles | Asistencias |
| ------------------------- | --------- | ------------- | -------- | ----- | ----------- |
| Copa Confederaciones 2009 | Sudáfrica | Primera fase  | 3        | 1     | 0           |
| Copa Confederaciones 2013 | Brasil    | Tercer puesto | 4        | 1     | 0           |
| Total                     | Total     | Total         | 7        | 2     | 0           |

## Vida personal
De Rossi nació en Roma. Es hijo de Alberto De Rossi, exjugador de A.S. Roma y entrenador de las categorías inferiores del mismo equipo. Se casó con Tamara Pisnoli el 18 de mayo de 2006, una exbailarina con la que tiene una hija, Gaia. Se separaron a principios de 2009. En diciembre de 2006, según una encuesta de la edición italiana de Salud de los Hombres, fue nombrado atleta italiano del 2007. De Rossi debutó en Roma con el dorsal número 27 que llevó por dos temporadas. Luego pasó al número 4, que también usó durante la Copa Mundial de Fútbol 2006. Con el nacimiento de su hija el 16 de junio de 2005, cambió al número 16 durante la temporada 2005-06, que uno de sus ídolos, Roy Keane, también había utilizado.
De Rossi fue elegido como portavoz de Pringles para la Eurocopa 2008 junto con otros jugadores de fútbol europeo como Thierry Henry, Fernando Torres, Alexander Frei, Philipp Lahm y Michael Owen. También apareció en un comercial de Adidas, "Dream Big" junto a Steven Gerrard, Michael Ballack y David Beckham.
También aparece en la portada de la edición italiana del videojuego FIFA 09 de EA Sports. La imagen de la portada fue tomada de la celebración de De Rossi después de anotar un gol contra Inter de Milán en la Supercopa de Italia en 2008.
Tiene un tatuaje en su pierna derecha de un tackle encerrado en un triángulo de advertencia que refleja lo duro que es tackleando.
El 26 de diciembre de 2015, De Rossi se casó con la actriz italiana nacida en Inglaterra Sarah Felberbaum, en una ceremonia privada en las Maldivas. La pareja había estado en una relación desde 2011. Tienen una hija, Olivia Rose, que nació el 14 de febrero de 2014.
En marzo de 2016, puso su medalla de campeón del mundo en el ataúd de Pietro Lombardi, que había sido el utilero de la selección italiana durante la Copa del Mundo en 2006.

## Estadísticas

### Clubes
Actualizado al último partido jugado el 8 de diciembre de 2019.
| A. S. Roma · Italia | 1.ª                 | 2001-02             | 0   | 0  | 0  | 3  | 0 | 0 | 1  | 0  | 0  | 0 | 0 | 0 | 4   | 0  | 0  |
| A. S. Roma · Italia | 1.ª                 | 2002-03             | 4   | 2  | 0  | 3  | 0 | 0 | 0  | 0  | 0  | - | - | - | 7   | 2  | 0  |
| A. S. Roma · Italia | 1.ª                 | 2003-04             | 17  | 0  | 0  | 4  | 0 | 0 | 6  | 1  | 0  | - | - | - | 27  | 1  | 0  |
| A. S. Roma · Italia | 1.ª                 | 2004-05             | 30  | 2  | 0  | 5  | 1 | 0 | 3  | 1  | 0  | - | - | - | 38  | 4  | 0  |
| A. S. Roma · Italia | 1.ª                 | 2005-06             | 34  | 6  | 1  | 4  | 0 | 0 | 7  | 0  | 1  | - | - | - | 45  | 6  | 2  |
| A. S. Roma · Italia | 1.ª                 | 2006-07             | 36  | 2  | 4  | 8  | 2 | 0 | 10 | 2  | 0  | 1 | 0 | 0 | 55  | 6  | 4  |
| A. S. Roma · Italia | 1.ª                 | 2007-08             | 34  | 5  | 3  | 6  | 0 | 0 | 10 | 0  | 0  | 1 | 1 | 0 | 51  | 6  | 3  |
| A. S. Roma · Italia | 1.ª                 | 2008-09             | 33  | 3  | 5  | 2  | 0 | 0 | 7  | 0  | 2  | 1 | 1 | 0 | 43  | 4  | 7  |
| A. S. Roma · Italia | 1.ª                 | 2009-10             | 33  | 7  | 4  | 4  | 1 | 1 | 12 | 3  | 3  | - | - | - | 49  | 11 | 8  |
| A. S. Roma · Italia | 1.ª                 | 2010-11             | 28  | 2  | 5  | 4  | 0 | 2 | 7  | 1  | 1  | 1 | 0 | 0 | 40  | 3  | 8  |
| A. S. Roma · Italia | 1.ª                 | 2011-12             | 32  | 4  | 3  | 0  | 0 | 0 | 0  | 0  | 0  | - | - | - | 32  | 4  | 3  |
| A. S. Roma · Italia | 1.ª                 | 2012-13             | 25  | 0  | 5  | 4  | 0 | 0 | -  | -  | -  | - | - | - | 29  | 0  | 5  |
| A. S. Roma · Italia | 1.ª                 | 2013-14             | 32  | 1  | 1  | 4  | 0 | 0 | -  | -  | -  | - | - | - | 36  | 1  | 1  |
| A. S. Roma · Italia | 1.ª                 | 2014-15             | 26  | 2  | 2  | 1  | 1 | 0 | 7  | 0  | 0  | - | - | - | 34  | 3  | 2  |
| A. S. Roma · Italia | 1.ª                 | 2015-16             | 24  | 1  | 2  | 1  | 0 | 0 | 6  | 2  | 0  | - | - | - | 31  | 3  | 2  |
| A. S. Roma · Italia | 1.ª                 | 2016-17             | 31  | 4  | 4  | 1  | 0 | 0 | 8  | 1  | 2  | - | - | - | 40  | 5  | 6  |
| A. S. Roma · Italia | 1.ª                 | 2017-18             | 22  | 1  | 1  | 0  | 0 | 0 | 10 | 1  | 1  | - | - | - | 32  | 2  | 2  |
| A. S. Roma · Italia | 1.ª                 | 2018-19             | 18  | 1  | 1  | 1  | 0 | 0 | 4  | 1  | 0  | - | - | - | 23  | 2  | 1  |
| A. S. Roma · Italia | Total               | Total               | 459 | 43 | 41 | 55 | 5 | 3 | 98 | 13 | 10 | 4 | 2 | 0 | 616 | 63 | 54 |
| Boca Juniors Argentina | 1.ª                 | 2019-20             | 5   | 0  | 0  | 1  | 1 | 0 | 1  | 0  | 0  | 0 | 0 | 0 | 7   | 1  | 0  |
| Boca Juniors Argentina | Total               | Total               | 5   | 0  | 0  | 1  | 1 | 0 | 1  | 0  | 0  | 0 | 0 | 0 | 7   | 1  | 0  |
| Total en su carrera | Total en su carrera | Total en su carrera | 464 | 43 | 41 | 56 | 6 | 3 | 99 | 13 | 10 | 4 | 2 | 0 | 623 | 64 | 54 |
| (1)Incluye Copa Italia y Copa Argentina. (2)Incluye Liga de Campeones de la UEFA, Liga Europa de la UEFA y Copa Libertadores. (3)Incluye Supercopa de Italia. (4) No incluye datos de partidos amistosos ni categorías inferiores. |                     |                     |     |    |    |    |   |   |    |    |    |   |   |   |     |    |    |

### Selección absoluta
Actualizado al último partido jugado el 10 de noviembre de 2017.
| Selección | Año   | Amistosos | Amistosos | Amistosos | Clasificación Eurocopa | Clasificación Eurocopa | Clasificación Eurocopa | Eurocopa | Eurocopa | Eurocopa | Eliminatorias Mundialistas | Eliminatorias Mundialistas | Eliminatorias Mundialistas | Mundial | Mundial | Mundial | Copa Confederaciones | Copa Confederaciones | Copa Confederaciones | Total | Total | Total | Media goleadora |
| Selección | Año   | PJ        | G         | A         | PJ                     | G                      | A                      | PJ       | G        | A        | PJ                         | G                          | A                          | PJ      | G       | A       | PJ                   | G                    | A                    | PJ    | G     | A     | Media goleadora |
| --------- | ----- | --------- | --------- | --------- | ---------------------- | ---------------------- | ---------------------- | -------- | -------- | -------- | -------------------------- | -------------------------- | -------------------------- | ------- | ------- | ------- | -------------------- | -------------------- | -------------------- | ----- | ----- | ----- | --------------- |
| Italia    |       |           |           |           |                        |                        |                        |          |          |          |                            |                            |                            |         |         |         |                      |                      |                      |       |       |       |                 |
| 2004      | 1     | 0         | 0         | -         | -                      | -                      | -                      | -        | -        | 3        | 2                          | 0                          | -                          | -       | -       | -       | -                    | -                    | 4                    | 2     | 0     | 0,50  |                 |
| 2005      | 5     | 0         | 0         | -         | -                      | -                      | -                      | -        | -        | 5        | 0                          | 0                          | -                          | -       | -       | -       | -                    | -                    | 10                   | 0     | 0     | 0,00  |                 |
| 2006      | 4     | 1         | 0         | 4         | 1                      | 0                      | -                      | -        | -        | -        | -                          | -                          | 3                          | 0       | 0       | -       | -                    | -                    | 11                   | 2     | 0     | 0,18  |                 |
| 2007      | 1     | 0         | 0         | 5         | 0                      | 0                      | -                      | -        | -        | -        | -                          | -                          | -                          | -       | -       | -       | -                    | -                    | 6                    | 0     | 0     | 0,00  |                 |
| 2008      | 4     | 0         | 1         | -         | -                      | -                      | 3                      | 1        | 0        | 4        | 2                          | 0                          | -                          | -       | -       | -       | -                    | -                    | 11                   | 3     | 1     | 0,27  |                 |
| 2009      | 1     | 0         | 0         | -         | -                      | -                      | -                      | -        | -        | 5        | 0                          | 0                          | -                          | -       | -       | 3       | 1                    | 0                    | 9                    | 1     | 0     | 0,11  |                 |
| 2010      | 5     | 0         | 0         | 3         | 1                      | 0                      | -                      | -        | -        | -        | -                          | -                          | 3                          | 1       | 2       | -       | -                    | -                    | 11                   | 2     | 2     | 0,18  |                 |
| 2011      | 4     | 0         | 0         | 4         | 0                      | 1                      | -                      | -        | -        | -        | -                          | -                          | -                          | -       | -       | -       | -                    | -                    | 8                    | 0     | 1     | 0,00  |                 |
| 2012      | 3     | 1         | 0         | -         | -                      | -                      | 6                      | 0        | 0        | 3        | 2                          | 1                          | -                          | -       | -       | -       | -                    | -                    | 12                   | 3     | 1     | 0,25  |                 |
| 2013      | 4     | 1         | 0         | -         | -                      | -                      | -                      | -        | -        | 3        | 0                          | 0                          | -                          | -       | -       | 4       | 1                    | 0                    | 11                   | 2     | 0     | 0,18  |                 |
| 2014      | 3     | 1         | 0         | 2         | 0                      | 0                      | -                      | -        | -        | -        | -                          | -                          | 2                          | 0       | 0       | -       | -                    | -                    | 7                    | 1     | 0     | 0,14  |                 |
| 2015      | 0     | 0         | 0         | 1         | 1                      | 0                      | -                      | -        | -        | -        | -                          | -                          | -                          | -       | -       | -       | -                    | -                    | 1                    | 1     | 0     | 1,00  |                 |
| 2016      | 4     | 1         | 0         | -         | -                      | -                      | 3                      | 0        | 0        | 2        | 1                          | 0                          | -                          | -       | -       | -       | -                    | -                    | 9                    | 2     | 0     | 0,33  |                 |
| 2017      | 2     | 1         | 0         | -         | -                      | -                      | -                      | -        | -        | 5        | 1                          | 0                          | -                          | -       | -       | -       | -                    | -                    | 7                    | 2     | 0     | 0,50  |                 |
| Total     | Total | 41        | 6         | 1         | 19                     | 3                      | 1                      | 12       | 1        | 0        | 30                         | 8                          | 1                          | 8       | 1       | 2       | 7                    | 2                    | 0                    | 117   | 21    | 5     | 0,17            |

### Resumen estadístico
| Competición           | Partidos | Goles | Asistencias | Promedio |
| --------------------- | -------- | ----- | ----------- | -------- |
| Liga                  | 464      | 43    | 41          | 0,09     |
| Copas nacionales      | 60       | 8     | 3           | 0,12     |
| Copas internacionales | 99       | 13    | 10          | 0,13     |
| Selección de Italia   | 117      | 21    | 5           | 0,16     |
| TOTAL                 | 740      | 85    | 59          | 0,11     |

### Entrenador
| Equipo              | Div.                | Temporada           | Liga  | Liga | Liga | Liga | Liga |       | Copa | Copa | Copa | Copa  |   | Internacional | Internacional | Internacional | Internacional | Internacional |   | Otros | Otros | Otros | Otros |    | Totales     | Totales | Totales | Totales | Totales | Totales | Totales | Totales |
| Equipo              | Div.                | Temporada           | Part. | G    | E    | P    | Pos. | Part. | G    | E    | P    | Part. | G | E             | P             | Pos.          | Part.         | G             | E | P     | Part. | G     | E     | P  | Rendimiento | GF      | GC      | Dif.    |         |         |         |         |
| ------------------- | ------------------- | ------------------- | ----- | ---- | ---- | ---- | ---- | ----- | ---- | ---- | ---- | ----- | - | ------------- | ------------- | ------------- | ------------- | ------------- | - | ----- | ----- | ----- | ----- | -- | ----------- | ------- | ------- | ------- | ------- | ------- | ------- | ------- |
| SPAL · Italia       | 2.ª                 | 2022-23             | 16    | 3    | 6    | 7    | Inc. | 1     | 0    | 0    | 1    | -     | - | -             | -             | -             | -             | -             | - | -     | 17    | 3     | 6     | 8  | 29.41%      | 18      | 20      | -2      |         |         |         |         |
| SPAL · Italia       | Total               | Total               | 16    | 3    | 6    | 7    | -    | 1     | 0    | 0    | 1    | -     | - | -             | -             | -             | -             | -             | - | -     | 17    | 3     | 6     | 8  | 29.41%      | 18      | 20      | -2      |         |         |         |         |
| AS Roma · Italia    | 1.ª                 | 2023-24             | 18    | 10   | 4    | 4    | 6.º  | -     | -    | -    | -    | 8     | 3 | 3             | 2             | 1/2           | -             | -             | - | -     | 26    | 13    | 7     | 6  | 58.97%      | 44      | 30      | +14     |         |         |         |         |
| AS Roma · Italia    | 1.ª                 | 2024-25             | 4     | 0    | 3    | 1    | Inc. | -     | -    | -    | -    | -     | - | -             | -             | -             | -             | -             | - | -     | 4     | 0     | 3     | 1  | 25%         | 2       | 3       | -1      |         |         |         |         |
| AS Roma · Italia    | Total               | Total               | 22    | 10   | 7    | 5    | -    | -     | -    | -    | -    | 8     | 3 | 3             | 2             | -             | -             | -             | - | -     | 30    | 13    | 10    | 7  | 54.44%      | 46      | 33      | +13     |         |         |         |         |
| Total en su carrera | Total en su carrera | Total en su carrera | 38    | 13   | 13   | 12   | -    | 1     | 0    | 0    | 1    | 8     | 3 | 3             | 2             | -             | -             | -             | - | -     | 47    | 16    | 16    | 15 | 45.39%      | 64      | 53      | +11     |         |         |         |         |
| 1. 2.               |                     |                     |       |      |      |      |      |       |      |      |      |       |   |               |               |               |               |               |   |       |       |       |       |    |             |         |         |         |         |         |         |         |

#### Resumen por competiciones
| Competición             | Partidos | Ganados | Empatados | Perdidos | Ganados % | Mejor resultado |
| ----------------------- | -------- | ------- | --------- | -------- | --------- | --------------- |
| Serie B                 | 16       | 3       | 6         | 7        | 31.25%    | 18.º Lugar      |
| Serie A                 | 22       | 10      | 7         | 5        | 56.06%    | 6.º Lugar       |
| Copa Italia             | 1        | 0       | 0         | 1        | 0%        | Segunda Ronda   |
| Liga Europea de la UEFA | 8        | 3       | 3         | 2        | 50%       | Semifinales     |
| TOTAL                   | 47       | 16      | 16        | 15       | 45.39%    | Sin títulos     |

## Palmarés

### Campeonatos nacionales
| Título              | Club | País   | Año     |
| ------------------- | ---- | ------ | ------- |
| Copa de Italia      | Roma | Italia | 2006-07 |
| Supercopa de Italia | Roma | Italia | 2007    |
| Copa de Italia      | Roma | Italia | 2007-08 |

### Campeonatos internacionales
| Título          | Equipo              | Sede     | Año  |
| --------------- | ------------------- | -------- | ---- |
| Eurocopa Sub-21 | Italia Sub-21       | Alemania | 2004 |
| Copa Mundial    | Selección de Italia | Alemania | 2006 |

### Distinciones individuales
| Distinción                                                     | Año  |
| -------------------------------------------------------------- | ---- |
| Oscar del Calcio al Futbolista Joven del Año en la Serie A.    | 2006 |
| Oscar del Calcio al Futbolista Italiano del Año en la Serie A. | 2009 |
| Equipo ideal de la Eurocopa.                                   | 2012 |

## Condecoraciones
| Condecoración                                             | Año  |
| --------------------------------------------------------- | ---- |
| Caballero de la Orden al Mérito de la República Italiana. | 2004 |
| Collar de Oro al Mérito Deportivo.                        | 2006 |
| Oficial de la Orden al Mérito de la República Italiana.   | 2006 |